# Gaur indyjski
Gaur indyjski (Bos gaurus) – gatunek dużego ssaka z rodziny wołowatych (Bovidae). Jeden z największych wołowatych. Osiąga od 250 do 330 cm długości głowy i tułowia, ważąc do 1000 kg, samce więcej niż samice. Mają także znacznie większe rogi. Ubarwiony ciemnobrązowo bądź czarno. Wyróżnia się 2, rzadziej 3 obecne podgatunki, kolejny wyginął. Zamieszkuje lasy i tereny trawiaste Azji Południowej i Południowo-Wschodniej. Prowadzi stadny tryb życia, samce mogą też żyć samotnie. Krowa rodzi po raz pierwszy w trzecim roku życia po trwającej około 270 dni ciąży pojedyncze młode. Cielę ssie 8 miesięcy. Gaur żywi się niską i wyższą roślinnością, pożera liczne gatunki. Pada ofiarą zwłaszcza tygrysa, lamparta i człowieka. Jest narażony na wyginięcie, zasiedla jednak liczne tereny chronione.

## Budowa

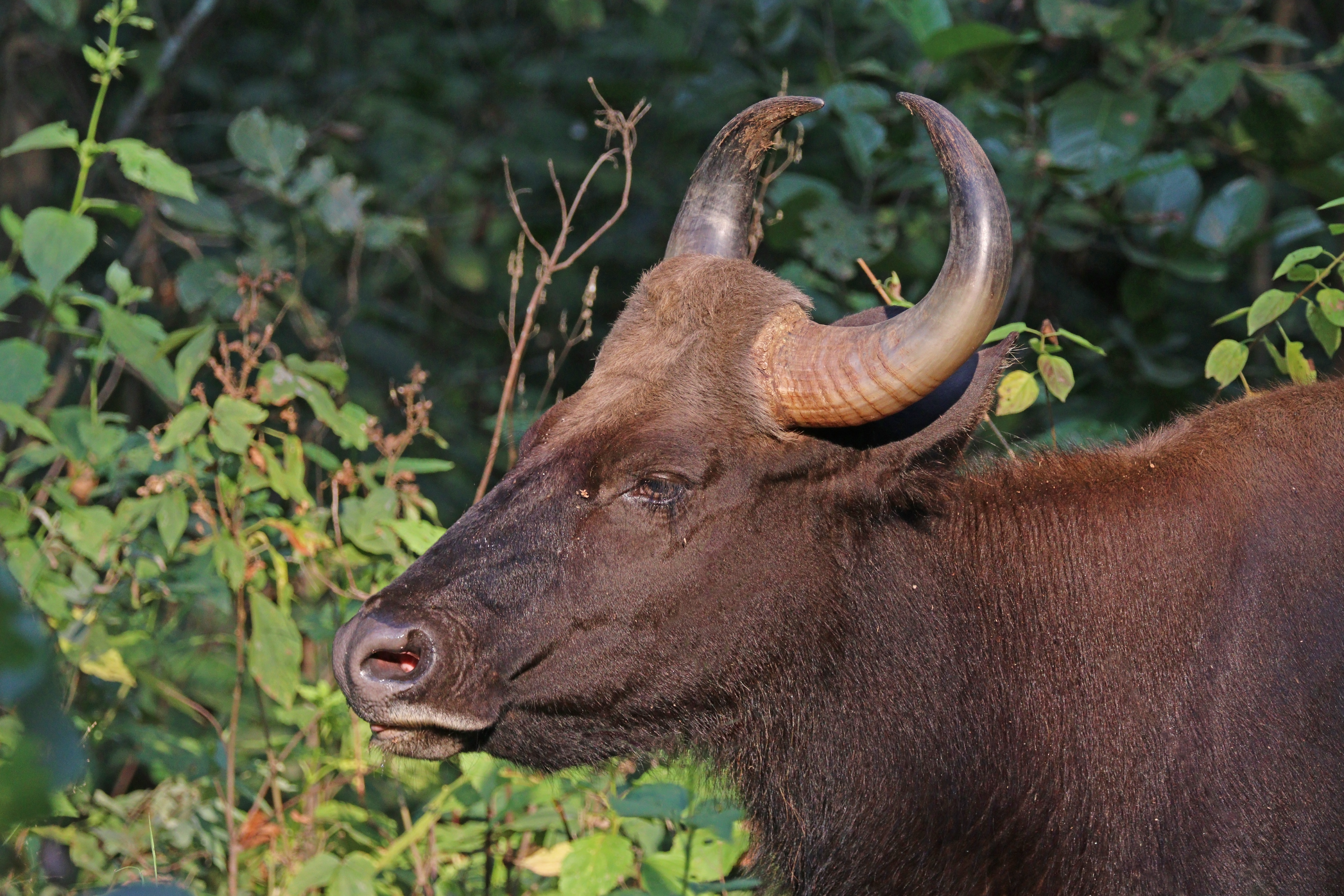
Samica nosi na głowie rogi mniejsze niż samiec

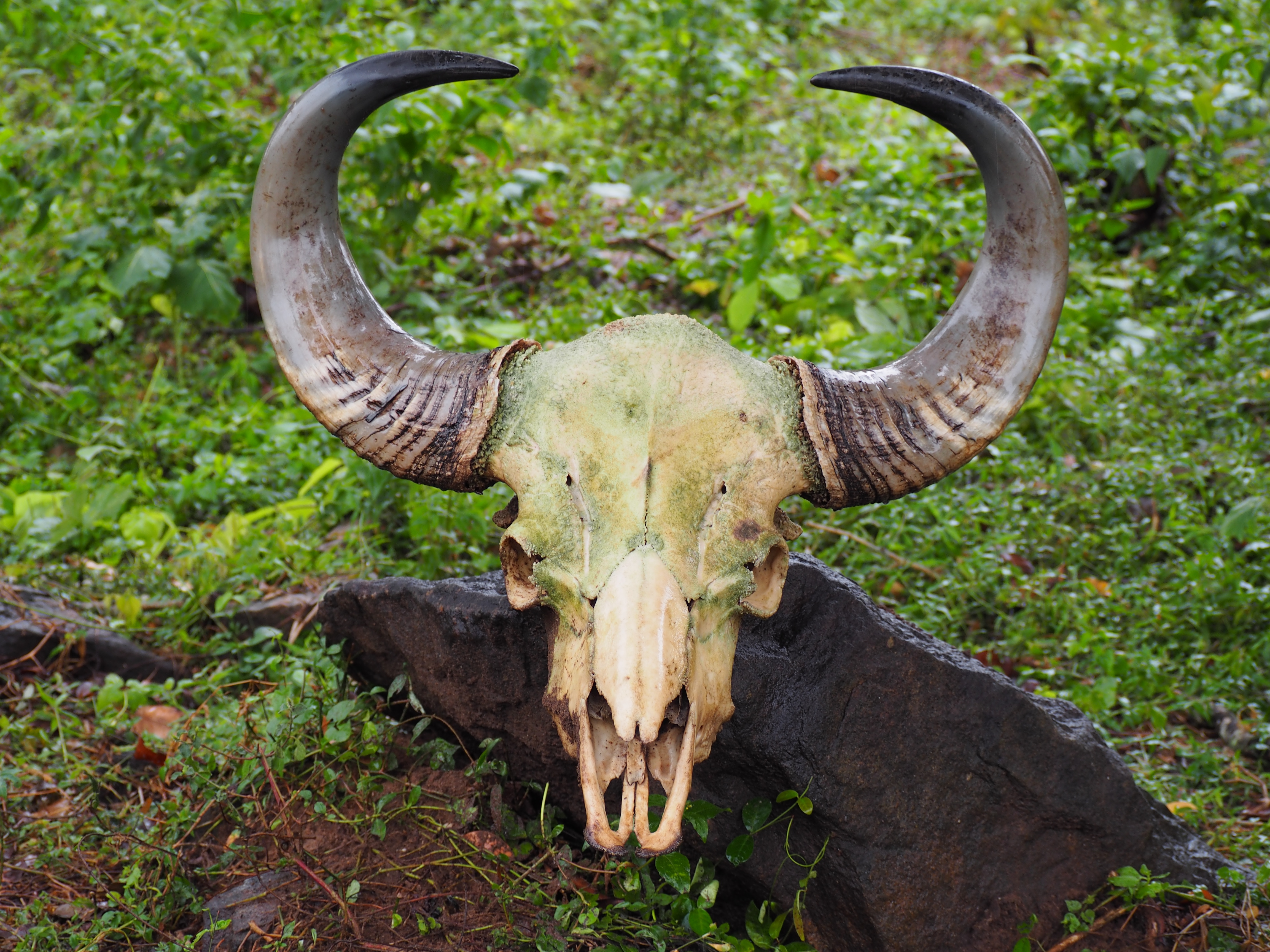
Czaszka

Długość głowy i tułowia wynosi od 250 do 330 cm. Długość ogona wynosi między 70 a 105 cm. Wysokość w kłębie wynosi od 165 do 220 centymetrów. Masa ciała zwierzęcia wynosi od 650 do 1000 kilogramów, przy czym występuje znaczny dymorfizm płciowy. Samce są mianowicie znacznie cięższe i większe od samic, aż o 175%. W każdym razie wymiary te czynią gaura jednym z największych wołowatych. Szczególnie podgatunek Bos gaurus laosiensis osiąga znaczne rozmiary. W zasadzie z dzikiego azjatyckiego bydła tylko samce jaka dzikiego mogą rywalizować z gaurem na wielkość. Gaury z Azji Południowo-Wschodniej przerastają te indyjskie, aczkolwiek zakresy wymiarów zachodzą na siebie.
Uszy są duże. Pysk i czoło są nieco bledsze od większości ciała. Na głowie rosną wielkie rogi. Występują one u przedstawicieli obu płci, jednakże u samic nie dorównują rozmiarem rogom samców. Mierząc wzdłuż zewnętrznej krzywizny, otrzymuje się długość rogów samców od 76 do 88 centymetrów. Odległość pomiędzy koniuszkami wynosi u nich od 30 do 90 cm, zależąc istotnie nie tylko od podgatunku, ale także od miejsca życia zwierzęcia. Obwód u podstawy rogu osiąga również pokaźną wielkość między 40 a 52 cm. Ponadto zakrzywienie większe jest u samców, u samic rogi zmierzają bardziej na zewnątrz. Pomiędzy rogami znajduje się wklęsłe czoło. Osobniki z Azji Południowo-Wschodniej mają węższą kość nosową i mniejszy odstęp między rogami niż ich indyjscy krewni.
Nie występują siekacze ani kły szczękowe. Szczęka zawiera 3 przedtrzonowce i 3 trzonowce. Połówka żuchwy obejmuje jeden kieł oraz po trzy siekacze, przedtrzonowce i trzonowce. Daje to w sumie 32 zęby. Podobny wzór zębowy występuje u krewnych gaura. Czaszka jest niska a szeroka.
Ciało jest masywne przy stosunkowo krótkich nogach. Barwę ma od ciemnego brązu do czarnej. Samce są często krótkowłose. Kończyny dolne są częściowo białe, dolna część ciała jest bledsza od górnej. Zad jest ciemny, co odróżnia gaura od jasnozadego bantenga, innego gatunku azjatyckiego dzikiego bydła.
Na szyi zwiesza się wydatne podgardle, dobrze rozwinięte u samców i niekiedy nawet podwójne, zwłaszcza w Indiach, gdzie jedno zwiesza się pod brodą, a drugie pod gardłem.
Na plecach widnieje garb tworzony przez wydłużone kręgi. Garby występują i u niektórych innych przedstawicieli tego rodzaju, czego przykładem bizon.

## Systematyka

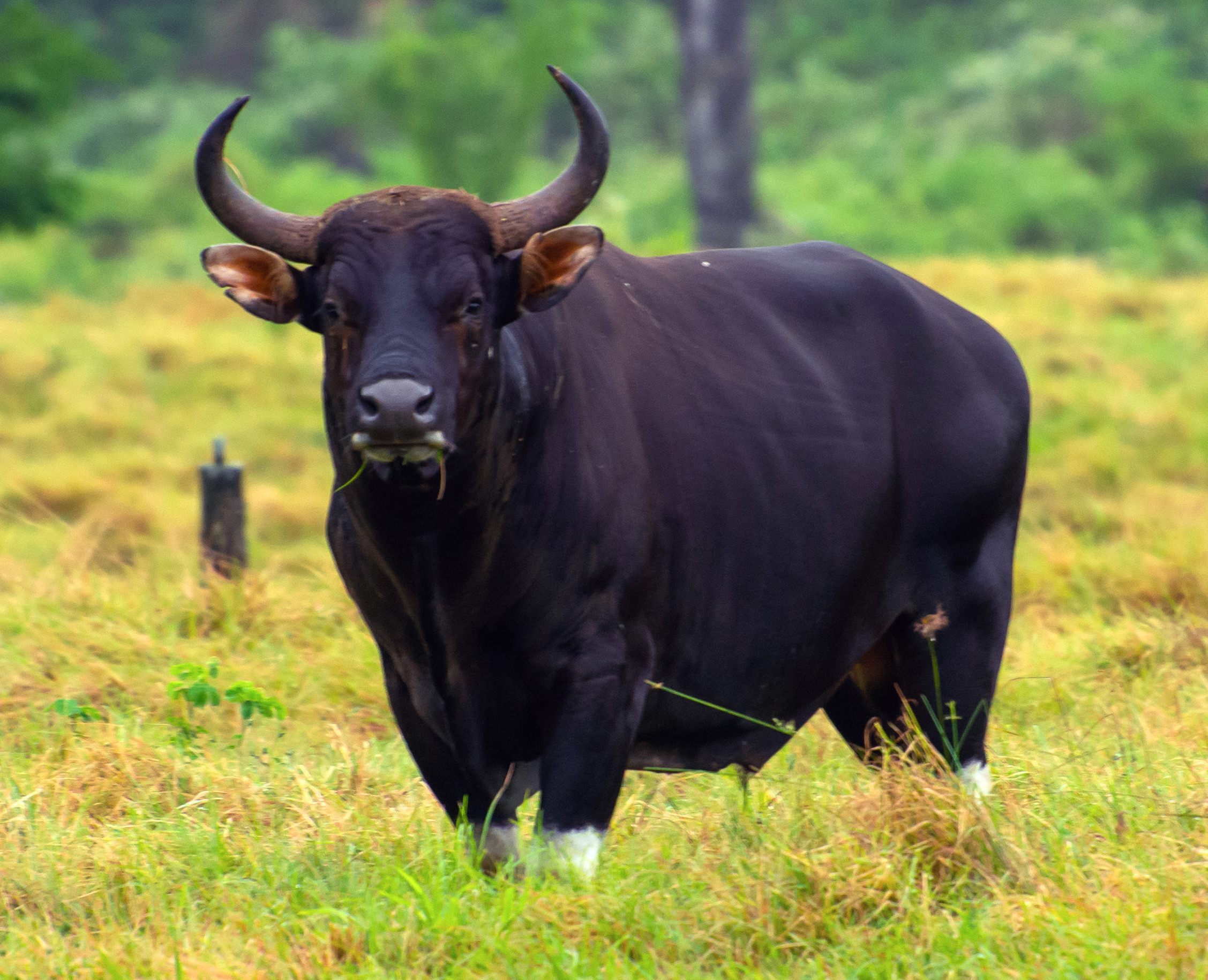
Bliskim krewnym gaura jest banteng

Gatunek opisany został w 1827 roku jako Bos gaurus przez C.H. Smitha. Autor ten podał jako miejsce typowe Bengal w Indiach. Do tej pory używa się tej samej nazwy naukowej Bos gaurus. Jako że wcześniej nadano nazwę gatunkowi udomowionemu, można by uznać tę nazwę za po prostu młodszy synonim. Międzynarodowa Komisja Nomenklatury Zoologicznej w 2003 roku pozostawiła jednakże tę nazwę dla gaura, podczas gdy dla formy udomowionej dozwoliła używania epitetu gatunkowego frontalis pomimo uznawania obu za jeden gatunek.
Gaur należy do rodzaju Bos, czyli bydło. Należy do tegoż rodzaju także kilka innych gatunków, w tym banteng, kuprej, żubr, bizon, jak czy też pochodzące od wytępionego tura bydło domowe. Od gaura również pochodzi częściowo udomowiony gajal udomowiony (Bos frontalis syn. mithan) żyjący w Indiach i na północy Mjanmy, aczkolwiek gaur może nie być jedynym jego przodkiem, jako że dzikie i domowe bydło ma w zwyczaju krzyżować się ze sobą. Bizona wyróżnia się niekiedy z żubrem do osobnego rodzaju, podobnie jaka. Rodzaje te są blisko spokrewnione z wołem Bubalus i bawołem Syncerus. Tworzą one razem plemię Bovini. Razem z niewielkim, bo obejmującym 2 współczesne gatunki plemieniem Boselaphini oraz z liczącym 24 gatunki plemieniem Tragelaphini tworzy razem podrodzinę bawołów Bovinae, jedną z dwóch obecnych podrodzin w rodzinie wołowatych Bovidae.
Wyróżnia się 2 podgatunki. Chodzi o podgatunek nominatywny, czyli ten opisywany przez Smitha w 1827 roku, oraz opisany później B. g. laosiensis, kreowany przez Heude w 1901 roku. Niegdyś podawano także B. g. hubbacki z Tajlandii i zachodniej Malezji. Podział taki opierano na kolorze i wielkości, obecnie nie uznaje się go już za właściwy. Ponadto istniał kiedyś podgatunek B. g. sinhaleyus, obecnie wymarły, obecny jeszcze w czasach historycznych na Cejlonie.

## Tryb życia

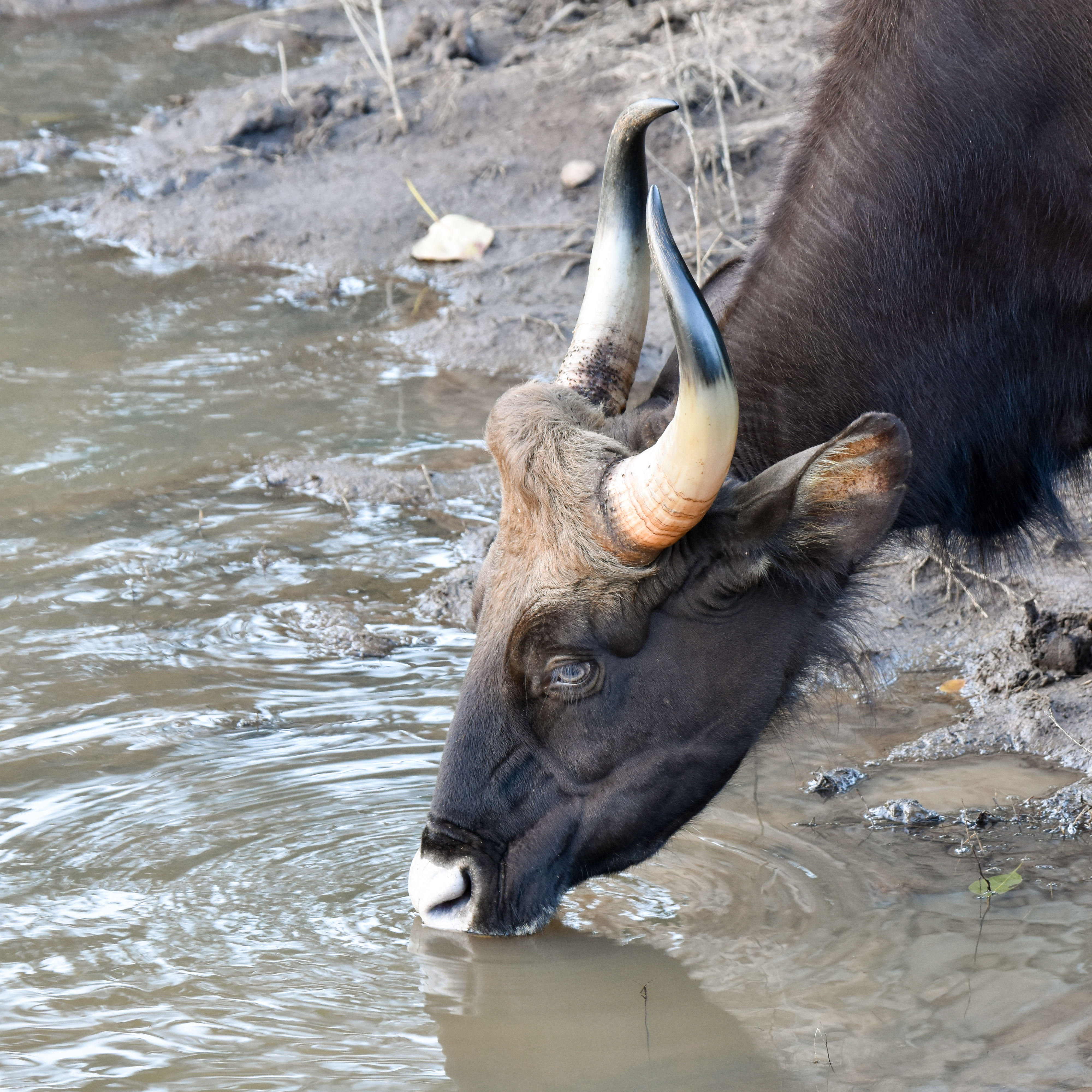
Pijący gaur w Parku Narodowym Nagarhole

Jak wiele innych wołowatych gaur wiedzie stadne życie. Grupy są jednak tymczasowe, a wielkość ich zależy od pory roku, a zwłaszcza od sezonu rozrodczego. Zazwyczaj w jednej grupie przebywa od 5 do 12 zwierząt, średnia 7,3, aczkolwiek na otwartych terenach obserwowano grupy liczące od 20 do 100 gaurów. W grupie znajdują się dorosłe samice z ich potomstwem (jedyna stabilna grupa), a także osobniki młodociane. Towarzyszyć im może jeden lub kilka dorosłych samców, nieprzebywających w takiej grupie na stałe. Samce jednakże mogą też wieść samotnicze życie lub tworzyć grupy kawalerów, które opuszczają w sezonie godowym, kiedy to wyruszają znaleźć gotową do rozrodu partnerkę.
W przeciwieństwie jednak do wielu innych wołowatych, chociażby do gnu, gatunek ten nie przeprowadza migracji. Może natomiast przenosić się z miejsca na miejsce w poszukiwaniu wody i jedzenia, podobnie jak to czynią afrykańskie bawoły. Może też zmieniać wysokość. Przemierza dziennie 1,23 do 1,31 km w czasie monsunu, a nieco więcej, bo od 1,39 do 1,75 km latem. Notowano także przemierzanie dziennie 5 km. Przez cały rok zwierzę może korzystać ze 140 km², jednak w danym sezonie bytuje na znacznie mniejszym obszarze. W jednym z badań w Indiach samiec zajmował 12,6 km², a samica zaś 7,25 km². Zagęszczenie w Indiach wynosi od 0,7 do 9,6 gaura na km². Dziennie zwierzę pokonuje 2–3 mile.

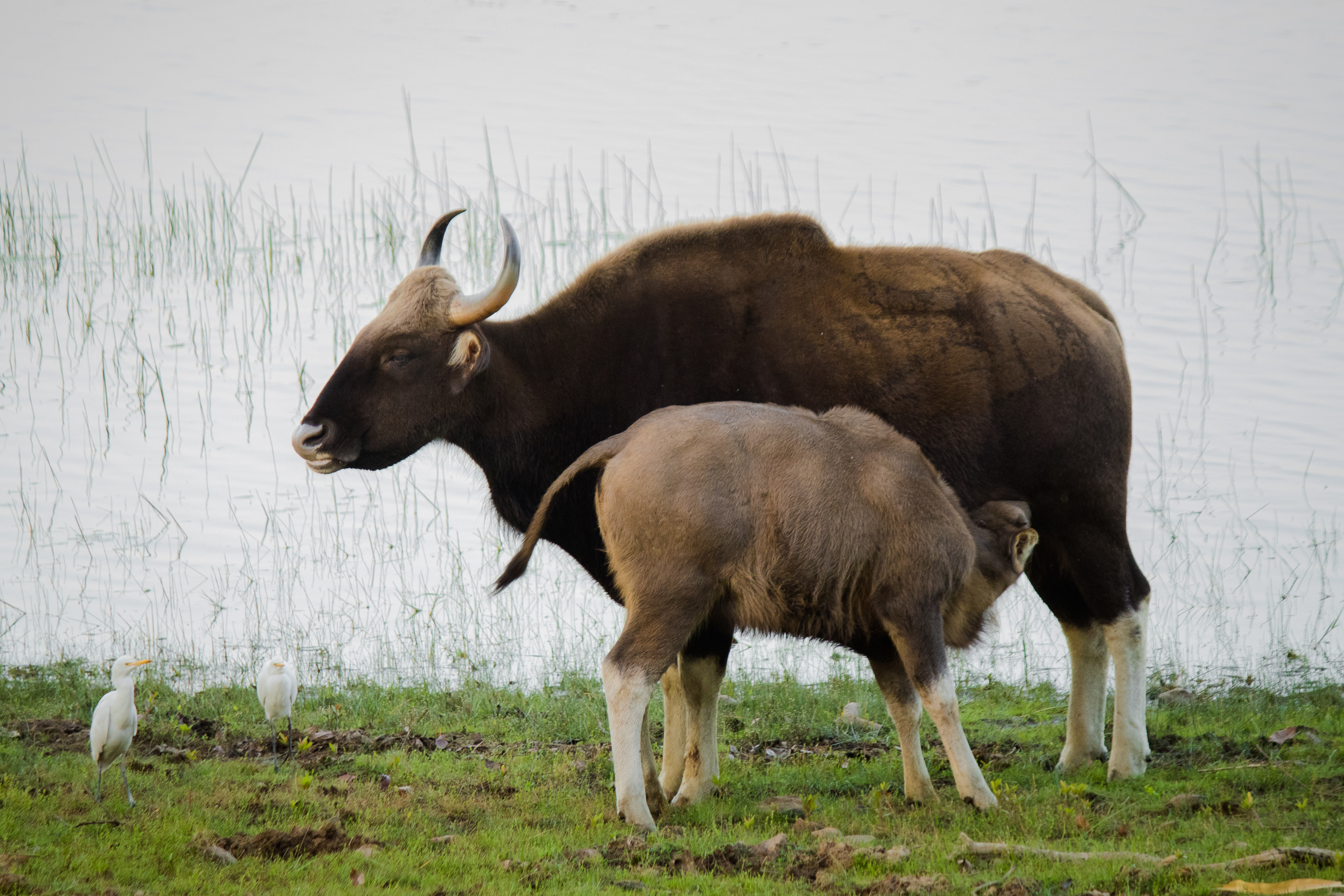
Krowa karmi młode mlekiem 8 miesięcy

Sezon rozrodczy bywa zmienny i długi. Zależy od miejsca. W Tajlandii gaur rozmnaża się w maju i czerwcu, w Kambodży od marca do kwietnia, w Indiach od grudnia do stycznia bądź nawet do czerwca, bo i wtedy obserwowano płodne samce w Kanha, ze szczytem w marcu i kwietniu. Na niektórych terenach może on jednak rozmnażać się przez cały rok. Samce żyjące samotnie czy w grupach kawalerskich bądź zwłaszcza w młodym wieku w grupach łącznie z samicami wyruszają wtedy na spotkanie płodnej samicy. Mogą w takich sytuacjach napotkać jednak rywali. Starsze osobniki stronią od bezpośredniej walki, prezentując sobie wzajemnie swoje rogi, stojąc na sztywnych nogach bokiem do siebie z nisko opuszczoną głową aż do 10 minut, prezentując grzebień grzbietowy beczą i tratują rogami podłoże i roślinność. Młodsze osobniki częściej od starszych angażują się w bezpośrednie walki. Samiec znajduje płodną samicę. Liże i wącha jej srom. Osobniki z danej pary mogą też lizać się po szyjach, ogonach, zadach nawet do 10 minut, czego nie czynią inne wołowate.
Po kopulacji samica zachodzi w ciążę trwającą jakieś 270 czy 275 dni, krócej niż u bantenga czy bydła domowego, a dłużej niż u jaka czy kupreja. Po tym czasie opuszcza ona grupę, by wydać na świat cielę. Wraca do grupy po 4 dniach. Rodzi się zawsze pojedynczy noworodek, a nie zauważono nigdy jeszcze bliźniąt, obserwowanych u niektórych innych wołowatych. W Kambodży młode rodzą się w grudniu–styczniu, w Mjanmie cały rok, w Malezji przez pierwszych 9 miesięcy roku. Matka karmi go mlekiem przez 8 miesięcy. W dobrych warunkach potrafi rodzić co roku. W Kanha co roku rodziło 9 samic na 10, jednakże płaciły za to wysoką śmiertelnością młodych. Samice osiągają dojrzałość płciową po 2 latach życia. W trzecim roku po raz pierwszy może wydać na świat własne młode. Życie gaura trwa w niewoli 24 lata, na wolności zaś prawdopodobnie krócej. Pokolenie szacuje IUCN na 8–10 lat.

## Rozmieszczenie geograficzne
IUCN podaje następujące kraje występowania gaura: Bhutan, Chiny, Indie, Laos, Kambodża, Malezja, Mjanma, Nepal, Tajlandia, Wietnam. W Sri Lance wyginął, a prawdopodobnie także w Bangladeszu. Kiedyś zajmujący rozległe tereny południowej i południowo-wschodniej Azji, dzisiaj ma rozczłonkowany zasięg. Zwierzę zasiedla wysokość od 0 do 2800 m nad poziomem morza wedle IUCN, do 3000 m wedle Lesliego (Handbook of the Mammals of the World).
Podgatunek nominatywny gaura zamieszkuje Indie, ale także południowy Bhutan i południowy Nepal. Możliwe, że żyje również w Bangladeszu, ale prawdopodobnie tam wyginął. Z kolei gatunek B. g. laosiensis żyje w Laosie, Wietnamie, Mjanmie, Kambodży, Tajlandii i kontynentalnej części Malezji. Możliwe, że zamieszkuje również południe chińskiej prowincji Junnan.

## Ekologia

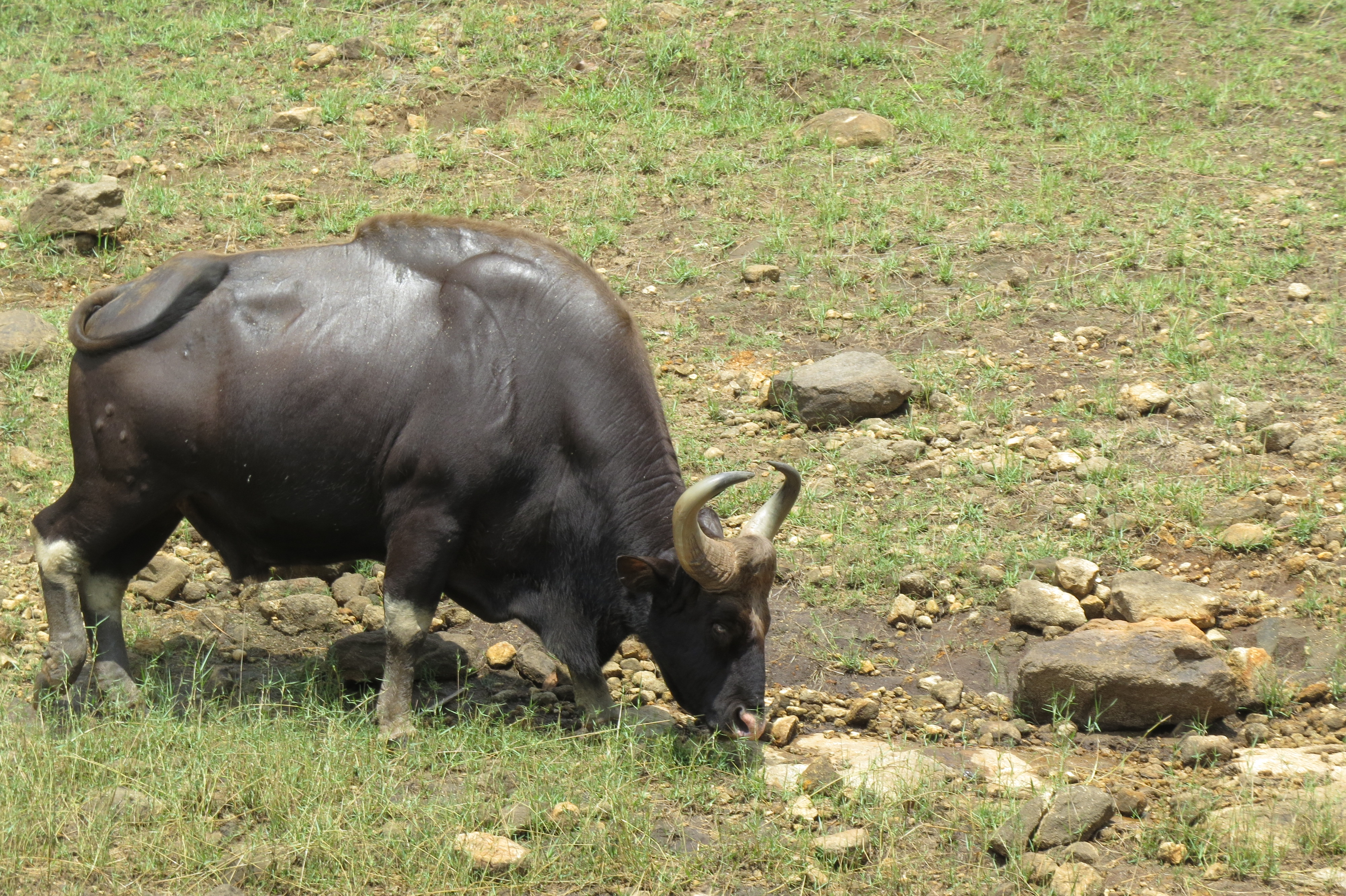
Byk pasie się na niskiej roślinności

Jak zauważają autorzy Handbook of the Mammals of the World, gaura uważa się za zwierzę leśne, aczkolwiek może być do tego środowiska mniej wyspecjalizowany niż inne dzikie azjatyckie bydło, choć wedle innych źródeł radzi sobie w nich lepiej. Wydaje się, że optymalnym środowiskiem są dla niego lasy nizinne, aczkolwiek osobniki żyjące samotnie, najczęściej samce, spotyka się częściej w obszarach wyżej położonych. Niemniej przywoływane przez autorów badanie z Malezji wskazało na preferencję obszarów poniżej 61 m. Z kolei w Indiach zwierzęta te zamieszkiwały wiecznie zielone lub częściowo wiecznie zielone suche bądź wilgotne lasy liściaste i tereny wyżynne do 3000 m (wedle IUCN do 2800 m). Wedle innych badań gaur unika lasów wiecznie zielonych. Zasiedla zaś lasy mieszane. Wedle jeszcze innych badań to lasów mieszanych unika. Gaur preferuje raczej tereny nizinne, w górach występuje obficiej w dolinach. Lubi zwłaszcza skraje lasu i polany. Zasiedla też sawanny i tereny krzewiaste. Pozostaje jednak pytanie, czy rzeczywiście są to obszary preferowane, czy raczej gaury przeniosły się na nie z powodu zajęcia bardziej wartościowych dla nich terenów przez rolnictwo. Z drugiej strony nie waha się gaur zapuszczać na tereny rolnicze. Użytkuje w ten sposób zboża, pastwiska czy plantacje, zwłaszcza z obfitą trawą czy bambusem. Robią to najczęściej południem bądź nocą. Na plantacjach kawy pojawia się tylko w sąsiedztwie rezerwatu. Żyje jednak w siedliskach pofragmentowanych. W Tajlandii radzi sobie w lasach uprzednio użytkowanych przez człowieka, jeśli się go nie zabija. Latem woli tereny trawiaste, zimą i monsunem lasy. Zagęszczenie jest różne, zależy od miejsca, najczęściej od 1 do 45–50 zwierząt na km². Osobnik zajmuje 290 km² latem, 137 km² monsunem i 155 km² zimą.
Zwierzę ceni sobie również obecność wody. Pije raz lub dwa razy dziennie, najczęściej wieczorem. Korzysta także z lizawek solnych. 
Żywi się szerszą paletą pokarmu niż inne dzikie bydło azjatyckie, jako że zamieszkuje różne siedliska i może żywić się niskiej jakości pokarmem, co wiąże się też z jego wielkim rozmiarem. Wołowate cechują się specyficznym układem pokarmowym z 4 żołądkami o nazwach żwacz, czepiec, trawieniec, księgi. Po pierwszorazowym połknięciu pokarmu i wstępnym rozłożeniu w żwaczu wraca on do jamy ustnej, a zwierzę przeżuwa go. Większą część dnia spędza gaur właśnie na przeżuwaniu spożytego już pokarmu, mniejszą zaś na jedzeniu nowego jedzenia. Konsumuje on je raczej od godziny 18:00 i następnie w nocy. Gatunki roślin spożywa natomiast rozmaite, zarówno niskiej, jak i wyższej roślinności. Pożera trawy, rośliny zielne i turzyce. Je liście drzew i krzewów. Pochłania bambus, korę i owoce. Dieta tego ssaka zmienia się sezonowo, ale znacznie zwłaszcza zróżnicowana jest w chłodniejszym czasie. Trawy stanowić mogą od 2/3 do całości jego pokarmu, zwłaszcza w sezonie suchym. Jednakże konsumuje on 190 różnych gatunków roślin. Autorzy Handbook of the Mammals of the World podają tutaj przykład indyjskiego rezerwatu Pench Tiger, gdzie gaur zjada przynajmniej 31 gatunków drzew, 20 gatunków krzewów, 5 gatunków pnączy, 9 gatunków roślin zielnych i 12 traw. Ze zbóż spożywa kukurydzę, kasawę, kauczukowiec, doprowadzając do szkód u rolników. W niewoli zwierzę przyjmuje dziennie 20 kg jedzenia.
Gaur stanowi znaczą część pokarmu tygrysa (42%) i lamparta (15%) w Bandipurze. W kale znajdywano jego szczątki w 24 i 9%. Wraz z sambarem jednobarwnym mogą stanowić nawet 70% pokarmu tygrysa.

## Zagrożenia i ochrona

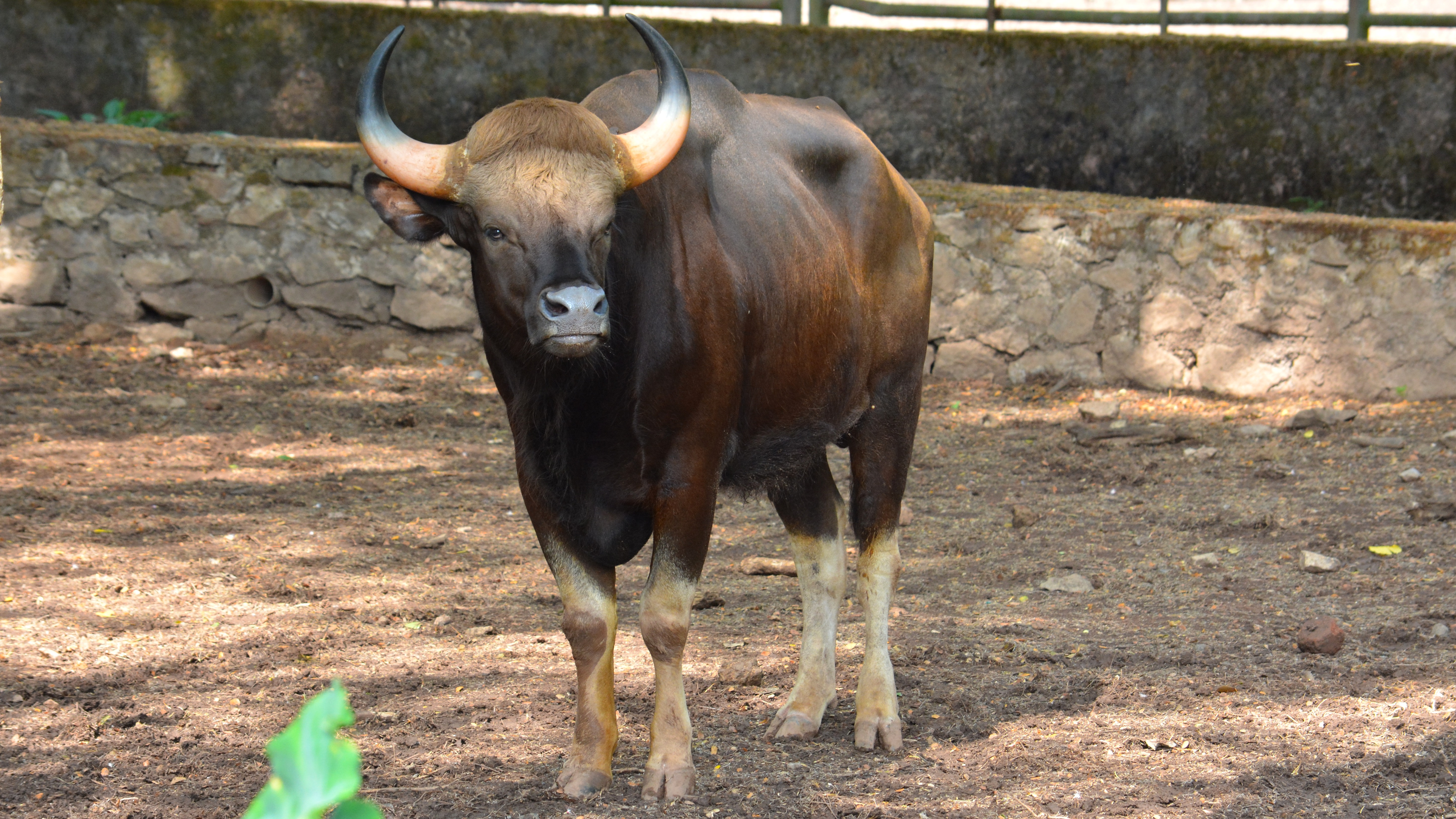
Gaura hoduje się w ogrodach zoologicznych, jak Thiruvananthapuram Zoo

Całkowita populacja spada. Liczy wedle IUCN 15 000 do 35 000 sztuk, a jeśli chodzi o osobniki dorosłe, od 6000 do 12 000 sztuk, jako że dane terenowe wskazują na od 40 do 60% takich zwierząt w populacji. Autorzy Handbook of the Mammals of the World określają całkowitą ich liczebność na od 13 do 30 000 osobników, następnie podając w wątpliwość owe liczby. W rozrodzie może wedle nich uczestniczyć od 5200 do 18 000 zwierząt, a więc około połowa poprzednio wymienionej liczby.
IUCN uznaje gaura za gatunek narażony na wyginięcie (VU). W 1965 roku pojawił się tam jako Bos gaurus hubbacki, uznany za gatunek bardzo rzadki o prawdopodobnie malejącej liczebności. Pod obecną nazwą rozpoznano go 21 lat później. Uznano go już wtedy za gatunek narażony na wyginięcie. Ocenę taką powtórzono w 1986, 1988 i 1994 roku. W 1996 i 2000 roku oceniono go także jako gatunek narażony na wyginięcie, ale pod nazwą Bos frontalis, które to miano stosuje się obecnie do formy udomowionej. W 2008 roku oceniono go znowu pod obecną nazwą. Ostatnią ocenę przeprowadzono w 2016 roku. IUCN uzasadnia tę ocenę spadkami liczebności gatunku w Malezji i Indochinach, przekraczającymi prawdopodobnie 70% na przestrzeni ostatnich trzech pokoleń. Inne szacunki w Indiach podają spadek o 60% w ostatnim półwieczu, lokalnie od 7 do 98%. W Kambodży od lat 60. do 90. XX wieku populacja zmalała ponaddwukrotnie, niemniej dalej występuje tam na szerokich obszarach, zwłaszcza w Mondulkiri, gdzie kiedyś zostało kilkaset do tysiąca osobników. IUCN wymienia także populacje w Parku Narodowym Virachey, lesie Preah Vihear, rezerwacie Kulen Promtep, w Prey Long i górach Cardamom. W latach 2005–2013 podjęto pewne działania ochronne. W latach 80. XX wieku zwierzę żyło jeszcze w Bangladeszu (Chittagong, Chittagong Hill Tracts, Sylhet, Mymensingh, podczas gdy Pablakhali Wildlife Sanctuary nie posiadało go już w poprzedniej dekadzie). Czyniono podejrzenia, że przechodzą tam osobniki z Indii, na co dowodów nie okazano. W Junnanie jeszcze w szóstej i siódmej dekadzie XX wieku gaury tworzyły jedną wielką populacje, by od tego czasu ulec znacznemu pofragmentowaniu. W latach 90. XX wieku populację z Lancang przetrzebiono, pozostały dwie niewielkie populacje z Xishuangbanna-Simao i Cangyuan. W całej prowincji pod koniec XX wieku przeżyć mogło jakieś 600–800 sztuk bądź jeszcze mniej, większość w Xishuangbanna.
Populacja indyjska liczyć może wedle różnych autorów od 12 000 do 22 000 osobników bądź, wraz z Bhutanem i Bangladeszem, od 23 000 do 34 000 sztuk. W Indiach wymienia IUCN 4 priorytetowe strefy ochrony gaura, to jest Ghaty Wschodnie i Ghaty Zachodnie, centrum kraju i jego północny wschód. Zwłaszcza w Ghatach Zachodnich występuje on w znacznych liczbach, szczególnie w kompleksie Wynaad-Nagarahole–Mudumalai-Bandipur. Badania w tychże górach i Karnatace wskazały występowanie zwierzęcia na trzech piątych terenu. Poszczególne populacje wedle Handbook of the Mammals of the World są niewielkie, a żadna z nich nie przekracza tysiąca zwierząt. IUCN natomiast podaje 4000 w Parku Narodowym Bandipur i tyleż w Parku Narodowym Kanha, 3000 osobników w Parku Narodowym Nagarhole, półtora tysiąca w rezerwacie tygrysów Mudumalai, 1300 w Tadoba-Andhari, ponad 1200 w Wayanad i ponad 1000 w rezerwatach Bhadra i Satpura. Niemniej istnieje rzeczywiście wiele małych populacji gaurów, których przetrwanie stoi pod znakiem zapytania. W Laosie całkowita populacja to jakieś 1000 sztuk, w dodatku rozproszonych z małym zagęszczeniem na dużym terenie, przy czym wiele lokalnych populacji w tym kraju już zapewne wymarło. Populację Malezji oceniono w 1995 roku na pół tysiąca gaurów. Obniża się ona. W Mjanmie chodzi może o 100–200 zwierząt, w Nepalu o 250–350, większość z tego w Parku Narodowym Chitwan i rezerwacie Parsa, gdzie naliczono 312 i 21 sztuk w 2011 roku. 2 lata później ta druga liczba wzrosła do 69, a całkowita liczba osobników mogła wzrosnąć w tym kraju do 400. W Tajlandii w 1994 roku oceniono liczebność gatunku na 920 zwierząt, przy czym 6–7 populacji zawierało ponad 50 sztuk. Najważniejsze występowały w miejscach takich jak Park Narodowy Khao Yai, Park Narodowy Tap Lan, Park Narodowy Pang Sida, Park Narodowy Pang Krachan, a także Huai Kha Khaeng, Thung Yai Naresuan, Mae Nam Phachi, Khlong Nakha i być może Om Koi i Mae Tuen. Niemniej i na terenach chronionych osiąga gaur tam niskie zagęszczenie.
Obejmuje go załącznik pierwszy CITES. Gaurowi zagrażają polowania przez człowieka. Jego rogi stanowią cenne trofeum. Jest on również jadalny. Narządy wewnętrzne stosuje się w lokalnej medycynie. Poluje się nań z psami, bronią palną, zakłada się wnyki. Ponadto niszczeniu ulega jego środowisko, a hodowane przez człowieka bydło wypiera go z najlepszych terenów i zaraża chorobami. Plenią się księgosusz, pryszczyca, wąglik. Polują nań także tygrysy. Niektóre populacje są rozczłonkowane.
Zwierzę występuje na licznych terenach ochronnych. W samych Indiach wyliczono ich ponad setkę. Chronią go miejscowe prawa. W ramach ochrony gatunku podjęto próbę sklonowania gaura. Co więcej, był to pierwszy zagrożony wyginięciem sklonowany gatunek. Cielak płci męskiej narodził się z krowy bydła domowego. Niestety po 2 dniach zmarł on z powodu infekcji. Niemniej gaur utarł szlak kolejnym gatunkom. Później sklonowano też bantenga.